# Nelly et Monsieur Arnaud
Pour plus de détails, voir Fiche technique et Distribution.
Nelly et Monsieur Arnaud est un film franco-italo-allemand réalisé par Claude Sautet sorti en 1995. C'est le dernier film de Claude Sautet, pour lequel il reçoit en 1996 le César du meilleur réalisateur, tandis que le César du meilleur acteur est attribué à Michel Serrault.

## Synopsis
Pour surmonter des difficultés financières et gagner son indépendance, une jeune femme, Nelly (Emmanuelle Béart) cumule plusieurs petits boulots. Par l'intermédiaire d'une amie, Jacqueline (Claire Nadeau), elle rencontre dans un café un retraité aisé, Pierre Arnaud (Michel Serrault). Ce dernier déconcerté par l'informatique et les traitements de texte, propose à Nelly de l'engager pour dactylographier ses mémoires. Nelly accepte. Elle quitte son mari Jérôme (Charles Berling) et passe de plus en plus de temps avec Monsieur Arnaud. Elle entre ainsi en rapport avec Vincent (Jean-Hugues Anglade), qui se propose d'éditer le livre.

## Fiche technique
- Titre : Nelly et Monsieur Arnaud
- Réalisation : Claude Sautet
- Scénario : Claude Sautet, Jacques Fieschi et Yves Ulmann
- Costumes : Catherine Bouchard
- Photographie : Jean-François Robin
- Son : Pierre Lenoir et Jean-Paul Loublier
- Musique : Philippe Sarde
- Montage : Jacqueline Thiédot
- Production : Alain Sarde
- Sociétés de production : Les Films Alain Sarde, TF1 Films Production, Cecchi Gori Group Tiger Cinematografica, Prokino Filmproduktion
- Pays d'origine :  France,  Italie et  Allemagne
- Langue originale : français
- Format : couleur - 1.66:1 - Dolby Digital
- Genre : drame
- Durée : 1h46 minutes
- Date de sortie : 18 octobre 1995

## Distribution
| - Emmanuelle Béart : Nelly - Michel Serrault : Pierre Arnaud - Jean-Hugues Anglade : Vincent Granec - Claire Nadeau : Jacqueline - Michael Lonsdale : Dolabella - Françoise Brion : Lucie - Michèle Laroque : Isabelle - Charles Berling : Jérôme - Jean-Pierre Lorit : Christophe - Michel Albertini : Taieb - Coraly Zahonero : Marianne - Graziella Delerm : Laurence | - Olivier Pajot : Jean-Marc - Alexandre Chappuis : Luc - Karine Foviau : Sandrine - Laure Chamay : une fille dans un bistro - Sylvie Jobert : Valérie - Janine Souchon : Madeleine - Judith Vittet : Bénédicte - Mathilde Vitry - Thierry Heckendorn - Abel Jafri - Philippe Lelièvre - Suzy Marquis |

## Autour du film
- Pour l'interprétation de M. Arnaud, Michel Serrault porte des cheveux postiches, le faisant ainsi sensiblement ressembler à Claude Sautet, dont c'est le dernier film.
- Le tournage s'est déroulé du 24 octobre 1994 au 27 janvier 1995 à Paris, au Château de Chantilly, à l'Aéroport de Paris-Charles-de-Gaulle et au Studios d'Épinay.
- La mémoire de monsieur Arnaud semble défaillante lorsqu'il dicte son projet de livre. Il explique à Nelly avoir été dans les îles Sous-le-Vent : « après-guerre on y envoyait les juges débutants. » Et commence à dicter : sa première affectation était à Ururoa. Il n'avait pas trouvé ce nom dans un atlas. Il est sûr de l'orthographe et épelle le nom de la ville : U.R.U.R.O.A.. Il se souvient que, lors d'un procès, le greffier avait interrogé les témoins en maori (il en existe une trentaine de variantes). Plus probablement, il devait être en poste à Uturoa en Polynésie française, la ville la plus importante de l'une des îles Sous-le-Vent : Raiatea. Ururoa peut faire penser à Moruroa appelé aussi Mururoa, l’atoll de Polynésie où eurent lieu les essais nucléaires français.

## Critiques
Pour Télérama, « Ce quasi-huis clos aux abords sages et lisses, qui fut le dernier film du cinéaste, distille quelque chose de très intime et, pour finir, de profondément dérangeant. »

## Distinctions

### Récompenses
- Prix Louis-Delluc 1995
- Prix de la critique : prix Méliès du meilleur film français
- Césars 1996
  - César du meilleur réalisateur : Claude Sautet
  - César du meilleur acteur : Michel Serrault
- Prix Lumière 1996
  - Prix Lumière du meilleur acteur : Michel Serrault

### Nominations
- Césars 1996
  - César du meilleur film
  - César du meilleur scénario original ou adaptation : Jacques Fieschi et Claude Sautet
  - César de la meilleure actrice : Emmanuelle Béart
  - César du meilleur acteur dans un second rôle : Jean-Hugues Anglade
  - César du meilleur acteur dans un second rôle : Michel Lonsdale
  - César de la meilleure actrice dans un second rôle : Claire Nadeau
  - César de la meilleure musique écrite pour un film : Philippe Sarde
  - César du meilleur montage : Jacqueline Thiédot
- BAFTA Awards 1997
  - Meilleur film en langue non-anglaise